# Myndus dolon
Myndus dolon är en insektsart som beskrevs av Kramer 1979. Myndus dolon ingår i släktet Myndus och familjen kilstritar. Inga underarter finns listade i Catalogue of Life.